# Valeyres-sous-Ursins
Valeyres-sous-Ursins is een gemeente en plaats in het Zwitserse kanton Vaud, en maakt deel uit van het district Yverdon.
Valeyres-sous-Ursins telt 205 inwoners.